# Hưu Lan Thi Trục Hầu Đê thiền vu
Đồn Đồ Hà (屯屠何), hiệu là Hưu Lan Thi Trục Hầu Đê thiền vu (休蘭尸逐侯鞮單于) thuộc Luyên Đê thị, là con trai của Hải Lạc Thi Trục Đê thiền vu của Nam Hung Nô, sau khi Y Đồ Vu Lưu Đê thiền vu mất, lên kế vị, thời gian vào khoảng năm Chương Hòa thứ 2 (88) thời Đông Hán.
Đồn Đồ Hà xuất binh phối hợp với quân Đông Hán đánh bại Bắc Hung Nô, bắt được rất nhiều người, sau đó rộng lượng tiếp nạn dân chúng Bắc Hung Nô chuyển xuống, thế lực tăng mạnh, Nam Hung Nô vốn có 4 đến 5 vạn dân, tuy nhiên đã phát triển chưa từng có dưới thời trị vì của ông, lên tới 34.000 hộ, 237.300 người, binh lực là 50.170 lính.
Năm Vĩnh Nguyên thứ 5 (93), Hưu Lan Thi Trục Hầu Đê thiền vu mất, đệ của thiền vu tiền vị là Tả Hiền vương An Quốc kế vị.